# David Kaufmann
David Kaufmann (hebrejsky: דוד קויפמן‎; 7. června 1852 – 6. července 1899) byl židovsko-rakouský knihovník a vysokoškolský učitel, původem z moravského Kojetína. V letech 1861–1867 studoval Bibli a Talmud na piaristickém gymnáziu v Kroměříži s kojetínským rabínem Jacobem Brüllem a jeho druhým synem Nehemiahem.

## Život
V roce 1867 odešel do židovského teologického semináře ve Vratislavi, kde studoval 10 let, zároveň navštěvoval místní univerzitu. V létě roku 1874 na univerzitě v Lipsku získal titul Ph.D. 29. ledna 1877 byl vysvěcen rabínem. V následujícím roce odmítl nabídku na profesorský post v židovském teologickém semináři v Cincinnati, raději přijal místo profesora historie, filozofie, náboženství a homiletiky na nově založeném rabínském semináři v Budapešti, kde působil až do své smrti. Také vyučoval řečtinu a němčinu v přípravné škole téže instituce, pokračuje v této práci v maďarském jazyce, který brzy ovládl.
Jako knihovník semináře získal velkou knihovnu Lelio della Torre Padova, knihovna semináře se tak stala jednou z nejcennějších hebrejských knihoven Evropy. Jako učitel byl Kaufmann úspěšný, svým vztahem ke studentům, byl přátelský poradce. Udržoval živou korespondenci nejenom s nejvýznamnějšími židovskými učenci, ale i s představiteli jiných vědních oborů. Kaufmann byl člen korespondent Královské akademie věd v Madridu a člen výkonného výboru pobočky v Budapešti Alliance Izraelita Universelle. Zemřel 6. července 1899 v Karlových Varech.

## Dílo
Titulní strana Geschichte der Attributenlehre ... David Kaufmann (1877/1967).
Kaufmann byl mnohostranně literárně činný. Bibliografie jeho děl, které sestavil M. Brann pro Gedenkbuch zur Erinnerung an David Kaufmann (ed. M. Brann a F. Rosenthal, Breslau, 1900) obsahuje 546 položek, které pokrývají téměř všechna odvětví židovské vědy. Jeho objemné příspěvky do periodické literatury posledních dvou desetiletí 19. století poukazují na vyspělého spisovatele jak v německém, tak v hebrejském jazyce. Mezi jeho první a nejdůležitější práce, týkající se filosofie náboženství, patří:
- Die Theologie des Bachja ibn Pakuda, Verfasser des חובות הלבבות, oceněná esej napsaná během studia semináře (v Berichte der Kaiserlichen Akademie der Wissenschaften, Vídeň, 1874)
- Geschichte der Attributenlehre in der jüdischen Religionsphilosophie des Mittelalters von Saadia bis Maimuni (Gotha, 1877-78), jeho hlavní dílo, je zkoumáním židovské a arabské náboženské filozofie středověku
- Die Spuren al-Batlajusi‘s in der jüdischen Religionsphilosophie Nebst einer der Ausgabe jüd. Uebersetzung Seiner Bildlichen Kreise (Budapešť 1880, také v maďarštině)
- Die Sinne. Beiträge zur Geschichte der Physiologie und Psychologie im Mittelalter. Aus Hebräischen und Arabischen Quellen (Budapešť 1884, také v maďarštině)
- vydání Minḥat Ḳena'ot Jechielův ben Samuel Pisa (Berlín 1898, tvořící část kolekce Meḳiẓe Nirdamim)
- Studien über Salomon ibn Gabirol (Budapešť 1899, také v maďarštině)
- velké množství článků v různých periodikách, pozoruhodné je mezi nimi pojednání Der Führer Maimuni v der Weltlitteratur (Převzato z: Archiv für Geschichte der Philosophie, L. Stein, XI., No. 3).

### Příspěvky do židovské historie
Jeho nejvýznamnější historické monografie jsou:
- Die Letzte Vertreibung der Juden aus Wien, ihre Vorgeschichte (1625-1670) und Ihre Opfer (Vídeň 1889, také v maďarštině)
- Zur Gesch. Jüdischer Familien: Samson Wertheimer, der Oberhoffactor und Landesrabbiner, 1658-1724, und seine Kinder (Vídeň, 1888)
- Urkundliches aus dem Leben Samson Wertheimers (Budapešť 1891, také v maďarštině)
- Die Familien Prags nach den Epitaphien des alten jüdischen Friedhofs in Prag, Zusammengestellt von Simon Hock, aus Dessen Nachlasse Herausgegeben, mit Anmerkungen Versehen und Biographisch Eingeleitet von Prof. Dr. D. Kaufmann (s hebrejskou titulní stránkou, Bratislava, 1892)
- Zur Gesch. Jüdischer Familien: I. R. Jair Chajjim Bacharach, 1638-1702, und seine Ahnen (Treves, 1894)
- Dr. Israel Conegliano und seine Verdienste um die Republik Venedig bis nach dem Frieden von Carlowitz (Budapešť 1895, také v maďarštině)
- Die Erstürmung Ofens und ihre Vorgeschichte nach dem Berichte Isaak Schulhofs [Megillat Ofen], 1650-1732; Herausgegeben und Biographisch Eingeleitet (Treves, 1895)
- Aus Heinrich Heine‘s Ahnensaal (Vratislav, 1896)
- Die Memoiren der Glückel von Hameln (Frankfurt nad Mohanem, 1896, s hebrejskou titulní stránkou);
- Die Chronik des Achimaaz aus Oria (dotisk od "Monatsschrift", 1896).

## Židovské umění
Kaufmann byl první, kdo se věnoval historii umění v synagoze, zpochybnil převládající názor, že judaismus byl odjakživa anikonický, tj. prost zobrazování jediného Boha, či svatých postav apod. Shromáždil velké a komplexní množství důkazů, které tento názor vyvracejí. Byl prvním, kdo používal termínu „židovské umění“, a to v článku, který vyšel roku 1878 a je považován za zakladatele vědecké disciplíny židovských dějin umění. Jeho žák Dr. Samuel Krauss v roce 1901 prohlásil:
| „ | Před více než deseti lety by bylo absurdní mluvit o židovském umění. Je to Kaufmannova zásluha, kdo odhalil toto umění. Nejenže musel dokázat, že takové umění existuje, musel také prokázat, že by mohlo existovat, když se ukázalo, že představa, že zákaz zobrazení bránil rozvoji takového umění byla mylná, a dokonce ustanovil jako nezvratný fakt, že umění v rozsáhlých oblastech nebylo zakázáno, pokud s ním nebylo spojeno uctívání. | “ |

Z následující jeho prací v této oblasti je možno uvést spisy:
- Zur Gesch. der Kunst in den Synagogen (Vídeň, 1897)
- Zur Gesch. der jüdischen Handschriften (příspěvek k vydání Sarajevské hagady D. H. Müller a I. v. Schlossar, Vídeň, 1898)
- Sens et Origines des Symboles Tumulaires de l'Ancien Testament dans l'Art Chrétien Primitif (R. E., J. XIV. 33, 217).

Kaufmann rovněž hodně polemizoval ve prospěch judaismu. Pozoruhodnými mezi jeho spisy v tomto směru jsou:
- Ein Wort im Vertrauen Herrn Hofprediger Stöcker von Einem, dessen Name nichts zur Sache thut (Berlín, 1880)
- Paul de Lagarde in der Jüdische Gelehrsamkeit (Lipsko, 1887), což je obrana jeho přítele Joma Zunze
- Wie heben wir den religiösen Sinn unserer Mädchen und Frauen (Treves, 1893)
- úvod do S. Hellerova Die Echten Hebräischen Melodien (ib. 1893)

Byl také aktivním členem Meḳiẓe Nirdamim, společnosti pro vydávání starých hebrejských rukopisů. Kaufmann byl vlastníkem velké knihovny, která obsahovala mnoho cenných rukopisů, prvotisků a prvních vydání, jejíž tvořila jádro tvořila knihovna získaná Kaufmannem od italského rabína a učence Marca Mortary (7. května 1815 ve Viadaně – 2. února 1894 v Mantově).
Židovská bibliografiká encyklopedie.
Bylo objeveno kompletní Kaufmannovo dílo, následující práce z ní mohou být zmíněny:
- F. Rosenthal, biography in the Kaufmann Gedenkbuch;
- Samuel Krauss, David Kaufmann, Berlin, 1902;
- H. Bloch, in Abendblatt of the Pester Lloyd, 10. červenec 1899;
- D. H. Müller, in Jahrb. des Vereines für Jüd. Gesch. und Literatur, Berlin, 1900;
- L. Blau, in Jahresbericht der Landesrabbinerschule, 1900.